# Günther Schweizer
Günther Schweizer (* 7. März 1938 in Ebingen, Württemberg; † 12. April 2020 in Rösrath) war ein deutscher Geograph und Genealoge.

## Leben und Wirken
Günther Schweizer war ein Sohn des Oberstudiendirektors Emil Schweizer und seiner Ehefrau Hedwig geb. Leypold. Er studierte an den Universitäten Tübingen, Göttingen und Aix-en-Provence die Fächer Geographie, Geologie und Mathematik und schloss 1964 mit dem Examen für das Lehramt und 1966 mit der Promotion ab. Promoviert wurde er in Tübingen mit einer Dissertation über die Geomorphologie der französischen Seealpen. Er war Wissenschaftlicher Assistent, an 1976 Wissenschaftlicher Rat und Professor am Geographischen Institut der Universität Tübingen, seit 1972 zugleich Wissenschaftlicher Koordinator des Forschungsprojektes „Tübinger Atlas des Vorderen Orients“. 1975 habilitierte er sich in Tübingen mit Untersuchungen über das Vansee- und Urmiasee-Gebiet in Ostanatolien und Nordwestiran. 1979 nahm er einen Ruf an die Universität zu Köln an, wo er bis 1999 als ordentlicher Professor und Direktor des Geographischen Instituts wirkte. Wissenschaftliche Schwerpunkte waren zunächst die Geomorphologie, später die Geographie der Hochgebirge, die Stadtgeographie, und die Regionale Geographie des Vorderen Orients.
Seit den 1990er Jahren wandte sich Günther Schweizer der Familienforschung zu und publizierte eine Reihe von Arbeiten zur wissenschaftlichen Genealogie. 2005 gründete er den Genealogischen Arbeitskreis Tübingen, den er bis zu seinem Rücktritt 2017 leitete. 2018 wurde er zum Ehrenmitglied des Vereins für Familienkunde in Baden-Württemberg (VFKBW) ernannt.
Seit 2003 lebte Günther Schweizer mit seiner Frau Brigitte geb. Kaufmann in Tübingen. Das Ehepaar hatte zwei Töchter. Im Januar 2020 zog er mit seiner Frau wieder nach Rösrath, wo die Familie früher gelebt hatte. Er starb am Ostersonntag 2020 im Alter von 82 Jahren.

## Publikationen

### Geographie
- Der Formenschatz des Spät- und Postglazials in den Hohen Seealpen. - Berlin, Stuttgart: Borntraeger 1968. 167 S. (Zeitschrift für Geomorphologie. Supplementband 6).
- Le tardiglaciaire et le niveau des neiges permanentes dans les hautes montagnes des Alpes Maritimes. - In: Méditerranée, vol. 9, no. 1, 1968, p. 23–40.
- Nordost-Azerbaidschan und Shah Sevan-Nomaden. Strukturwandel einer nordwest-iranischen Landschaft und ihrer Bevölkerung. - In: Erdkundliches Wissen (Beihefte zur Geographischen Zeitschrift), H. 26, 1970, S. 82–148, 10 K., 5 Tab.
- Tabriz (Nordwest-Iran) und der Tabrizer Bazar. - In: Erdkunde, 26 (1972) 1, S. 32–46.
- Die Alpwirtschaft Vorarlbergs am Beispiel des Montafons. - In: Die europäische Kulturlandschaft im Wandel. Festschrift für K.H. Schröder. Kiel: Hirt 1974. S. 160–180.
- Untersuchungen zur Physiogeographie von Ostanatolien und Nordwestiran. Geomorphologische, klima- und hydrogeograhische Studien im Vansee- und Rezaiyehsee-Gebiet. - Tübingen: 1975. 145 S. (Tübinger Geographische Studien. 60).
- Die Gebirge der Erde. - In: Die Welt der Gebirge. Luzern: Bucher 1977. S. 16–77.
- Bevölkerungsverteilung im Vorderen Orient. - In: Geographische Rundschau, 30 (1978) 3, S. 98–100.
- Gastarbeiter in Saudi-Arabien. - In: Trockengebiete. Natur und Mensch im ariden Lebensraum. Festschrift für H. Blume. Tübingen: 1980. (Tübinger Geographische Studien. 80). S. 353–365.
- Die bergbäuerliche Wirtschaft des Nordostanatolischen Randgebirges (Türkei) im Strukturwandel. - In: Wirtschaftliche Aspekte der Raumentwicklung in außereuropäischen Hochgebirgen. Frankfurt: 1981. (Frankfurter Wirtschafts- und Sozialgeographische Schriften. 36). S. 85–109.
- Wochenmärkte in der Arabischen Republik Jemen. Das traditionale Versorgungssystem unter dem Einfluß von Entwicklungsprozessen. - In: Entwicklungsprozesse in der Arabischen Republik Jemen. Wiesbaden: 1984. (Jemen-Studien. 1). S. 9–26
- Social and economic change in the rural distribution system: Weekly markets in the Yemen Arab Republic. - In: Economy, society and culture in contemporary Yemen. Ed. by B.R. Pridham. London etc.: Croom Helm 1985. p. 108–121.
- Von der sozialräumlichen Strukturanalyse zur Perzeptionsgeographie. Forschungen zur Stadtgeographie von Köln am Geographischen Institut der Universität zu Köln. - In: Köln und sein Umland. Köln 1990. S. 275–283.
- Die Stadt im Islamischen Orient. - In: Der islamische Orient. Grundlagen zur Länderkunde eines Kulturraumes. Köln: Bachem 1990. S. 196–251.
- Taif. Entwicklung, Struktur und traditionelle Architektur einer arabischen Stadt im Umbruch. - Wiesbaden: Reichert 1993. 106 S. (Beihefte zum Tübinger Atlas des Vorderen Orients. B. 86.). (zusammen mit H. Gaube und Mohamed Scharabi)

### Genealogie
- mit Karl-Heinz-Fischötter und Volker Trugenberger: Die Ahnen des Philosophen Friedrich Wilhelm Joseph von Schelling. (= Südwestdeutsche Ahnenlisten und Ahnentafeln. Band 1). Stuttgart 1999.
- Familienbuch Musberg. Die Familien von Musberg, Leinfelden, Ober- und Unteraichen. (= Veröffentlichungen des Stadtarchivs Leinfelden-Echterdingen. Band 7; = Deutsche Ortssippenbücher. Reihe B. Band 213). Leinfelden-Echterdingen 2000.
- mit Wolfgang Raimar und Hans-Ulrich Freiherr von Ruepprecht: Ahnenliste Gerhart Nebinger. Stuttgart 2001.
- mit Thilo Dinkel: Ergänzungen zur Ahnenliste Gerhart Nebinger. Stuttgart 2003. (Weitere Ergänzungen s. SWDB, Band 25, H. 3, Sept. 2004, S. 114–128.)
- Familienbuch Echterdingen. Die Familien von Echterdingen (1641-1900), Weidach (1641-1900), Stetten und Hof (1816–1900). (= Veröffentlichungen des Stadtarchivs Leinfelden-Echterdingen. Band 9; = Deutsche Ortssippenbücher. Reihe B. Band 260). Leinfelden-Echterdingen 2002.
- Familienbuch Bitz. Die Familien der Gemeinde Bitz im Zollernalbkreis von 1584 bis 1900. (= Deutsche Ortssippenbücher. Reihe B. Band 337; = Württembergische Ortssippenbücher. Band 76). Tübingen 2005, ISBN 3-932942-21-3.
- Familie, Vorfahren und Verwandte von Philipp Matthäus Hahn, Pfarrer, Astronom, Ingenieur und Unternehmer, 1739–1790. Leinfelden-Echterdingen 2006, ISBN 3-00-020221-8.
- mit Brigitte Schweizer: Echterdinger Auswanderer in Amerika. Alltag und Schicksal im Spiegel ihrer Briefe 1880–1906. Leinfelden-Echterdingen 2008, ISBN 978-3-9812826.
- mit Ilse Müller und Peter Werth: Die Familie Remy, Kannenbäcker und Unternehmer. Eine genealogische Bestandsaufnahme. Tübingen 2009, ISBN 978-3-932942-36-5.
- als Hrsg.: Wucherer-Stiftung (Reutlingen). (= Nachtrag zu Ferd. Friedr. Fabers Württembergische Familien-Stiftungen. Heft 10). Tübingen 2011, ISBN 978-3-86386-011-0.
- Burkhardt-Bardili-Stiftung. (= Nachtrag zu Ferd. Friedr. Fabers Württembergische Familien-Stiftungen. Heft 11). Hrsg. vom Verein für Familien- und Wappenkunde in Württemberg und Baden. Stuttgart 2014.
- Ottilie Wildermuth geb. Rooschütz (1817–1877) und ihre schwäbischen Wurzeln. Die Vorfahren der Schriftstellerin und ihre Familien. (= Südwestdeutsche Ahnenlisten und Ahnentafeln. 6). Stuttgart 2017.
- Menschen und Familien in Tübingen - eine genealogische Datenbank. Tübingen 2019  Online
- Die Vorfahren von Georg Wilhelm Friedrich Hegel (1770-1831) - zum zweihundertfünfzigsten Geburtstag des Philosophen (= Südwestdeutsche Ahnenlisten und Ahnentafeln. 7). Stuttgart 2020.